# Neoplàsia de glàndula salival
El càncer de glàndula salival és un càncer que es forma en els teixits d'una glàndula salival. Les glàndules salivals es classifiquen en "majors" i "menors". Les glàndules salivals majors consisteixen en les glàndules paròtide, submandibular i sublingual. Les glàndules menors són petites glàndules secretores de moc en les cavitats oral i nasal. El càncer de glàndula salival és poc freqüent, constitueixen un 2% dels càncers de cap i coll, la majoria a la paròtide.

## Classificació

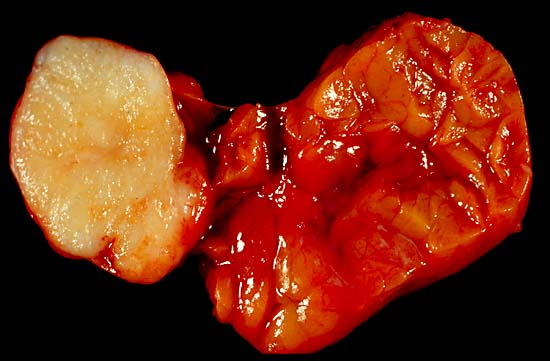
Tumor benigne de la glàndula submandibular, també conegut com adenoma pleomorf, es presenta com una massa indolora (en aquest cas en un home de 40 anys). A l'esquerra de la imatge mostra el tumor blanc amb la seva superfície característica de tall cartilaginós. A la dreta hi ha el teixit mostrant la lobulació normal de la glàndula salival submandibular.

Les neoplàsies de les glàndules salivals són classificats per l'Organització Mundial de la Salut com de teixit primari o secundari, benigne o maligne, i d'origen. Aquest sistema defineix cinc grans categories de neoplàsies de glàndules salivals:
- tumors epitelials malignes (habitualment carcinomes, per exemple: de cèl·lules acinars, mucoepidermoide, adenoide quístic, del conducte salival)
- tumors epitelials benignes (per exemple: adenoma pleomòrfico, mioepitelioma, tumor de Warthin, limfadenoma sebaci)
- tumors de parts toves (hemangioma)
- tumors hematolimfoides (per exemple, el limfoma de Hodgkin)
- tumors secundaris

## Signes i símptomes
Els signes inclouen secreció per l'orella; dolor, entumiment, debilitat o dificultat per empassar; un bony. El més comú dels símptomes del càncer de la glàndula salival més gran (la paròtide) és una massa indolora en la glàndula, de vegades acompanyat per paràlisi del nervi facial.

## Causes
El factor de risc principal és el tabac de mastegar, seguit pel tabac fumat. Altres factors de risc inclouen l'edat avançada, el tractament de radioteràpia al cap o coll, i l'exposició a certes substàncies cancerígenes en el treball.

## Tractament
El tractament pot incloure el següent:
- Cirurgia amb radioteràpia o sense.
- Radioteràpia.
- Quimioteràpia.